# Uwe Bohm

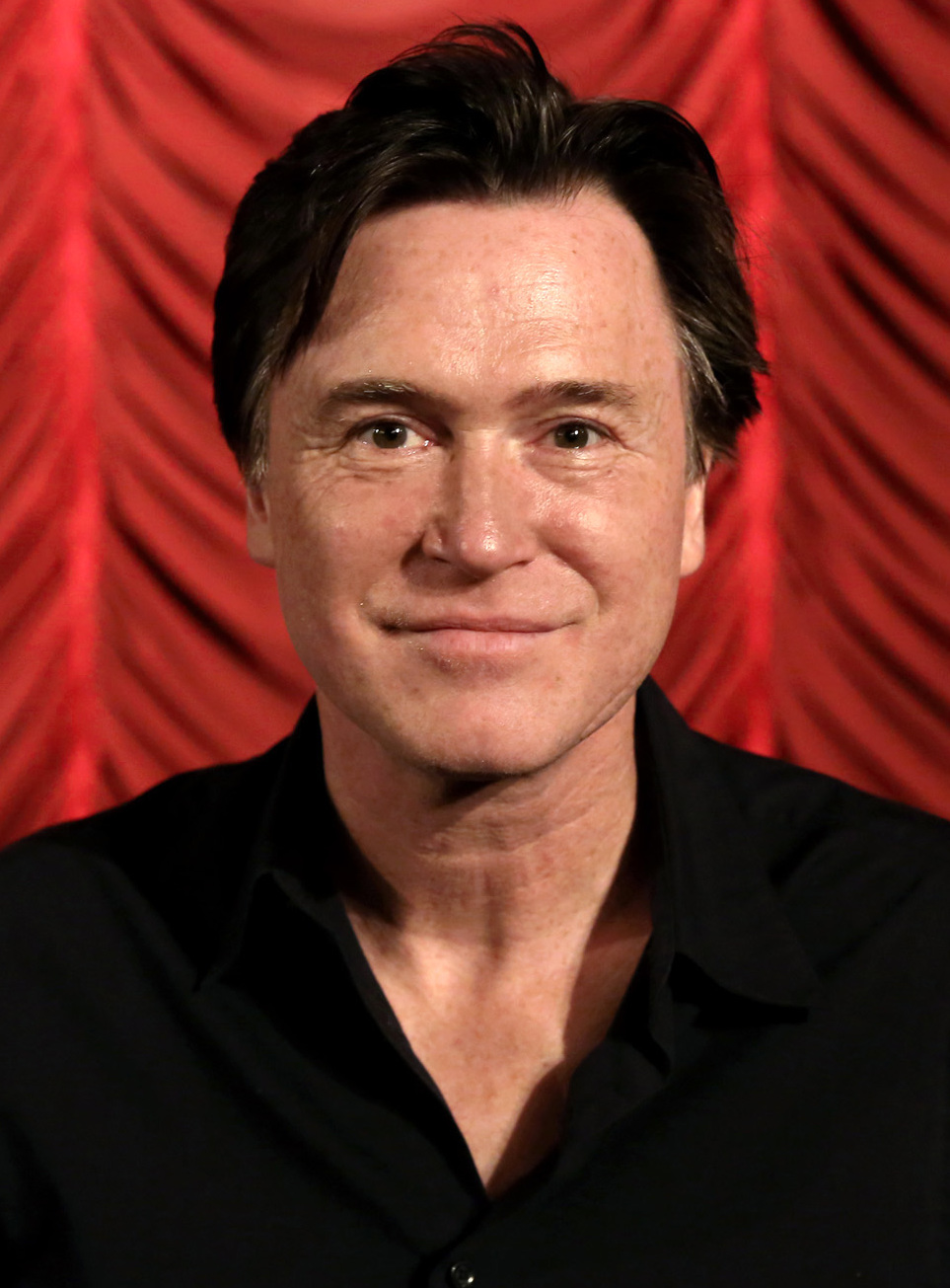
Uwe Bohm, 2013

Uwe Bohm (* 24. Januar 1962 in Hamburg-Wilhelmsburg als Uwe Enkelmann; † 8. April 2022 in Berlin) war ein deutscher Schauspieler. Der Durchbruch gelang ihm 1976 mit dem Jugendfilm Nordsee ist Mordsee. Er wirkte in über 110 Film- und Fernsehproduktionen mit und trat auch in zahlreichen Theaterstücken auf.

## Leben

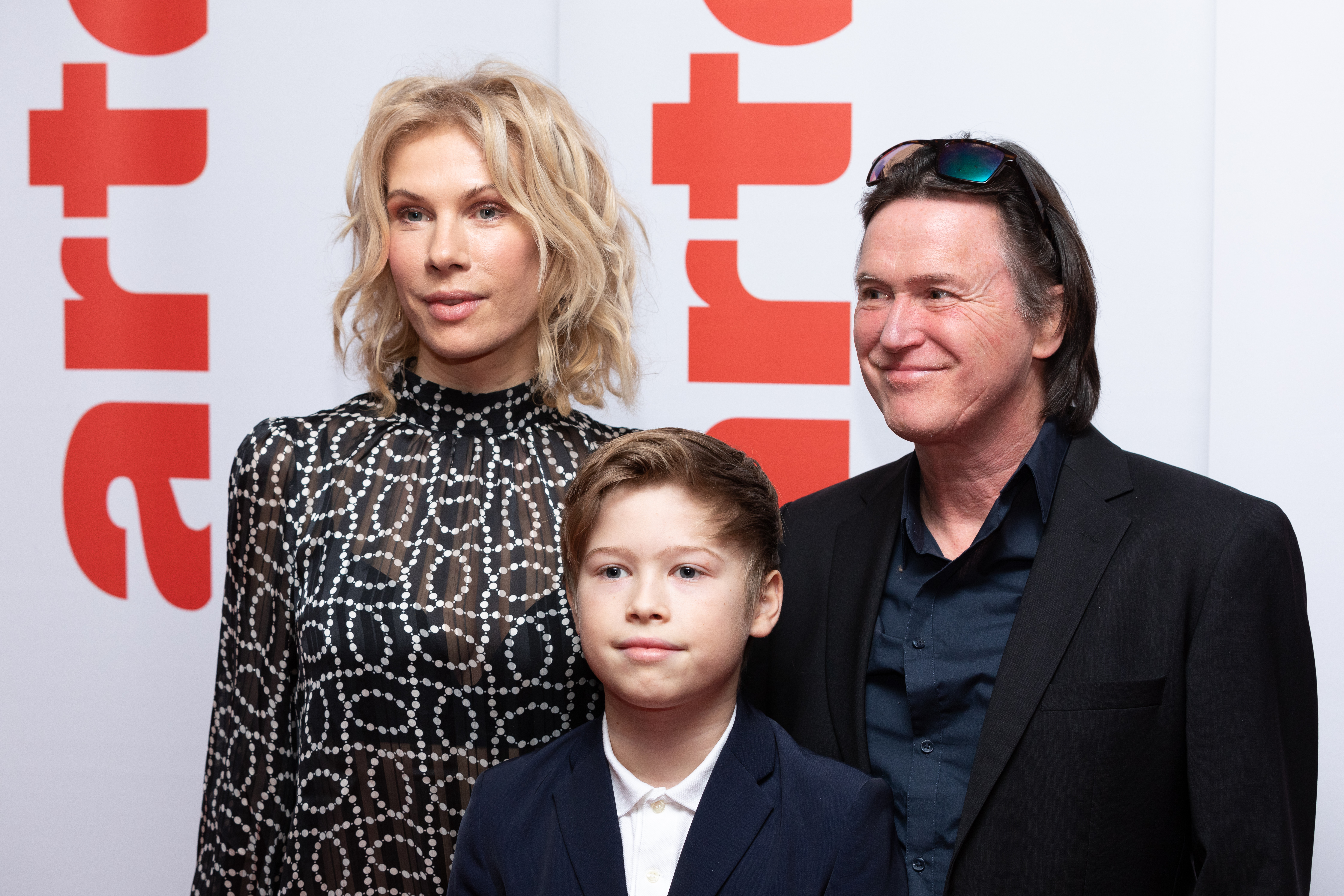
Uwe Bohm mit seiner Frau Ninon und dem gemeinsamen Sohn (2020)

Uwe Bohm wurde 1962 als Sohn des Kaiarbeiters Wilhelm-Heinrich Enkelmann in Hamburg-Wilhelmsburg geboren und wuchs in schwierigen Verhältnissen auf. Sein Vater, der als Kranfahrer im Hamburger Hafen tätig war, spionierte für die DDR und kam wegen Landesverrats ins Gefängnis. Wenig später kam sein Sohn Uwe in ein Kinderheim. Er verließ die Schule vor dem Hauptschulabschluss und brach zwei Lehren ab.  Seine Mutter starb an Leberzirrhose.
1973 wurde er als Elfjähriger von dem Regisseur Hark Bohm für den Fernsehfilm Ich kann auch ’ne Arche bauen entdeckt. Hark Bohm nahm Enkelmann, der zunächst noch unter seinem Geburtsnamen auftrat, mit nach München und adoptierte ihn; seitdem hieß er Bohm.
Bohm war mit seiner Schauspielkollegin Ninon Held verheiratet und lebte in Berlin. Nach eigener Aussage hatte er fünf Kinder von vier Frauen, darunter mit den Schauspielerinnen Claudia Messner und Marita Marschall. Er starb im April 2022 im Alter von 60 Jahren durch plötzlichen Herztod. Die Beisetzung erfolgte auf dem Friedhof Ohlsdorf in Hamburg. Eine öffentliche Gedenkfeier fand im Mai im St. Pauli-Theater statt.

## Karriere

### Film und Fernsehen
Sein Filmdebüt gab Bohm 1974 in dem Fernsehfilm Ich kann auch ’ne Arche bauen unter der Regie seines späteren Adoptivvaters Hark Bohm. Der Durchbruch gelang ihm 1976 als 14-jähriger Hamburger Junge Uwe Schiedrowsky in dem Film Nordsee ist Mordsee, ebenfalls unter der Regie Hark Bohms. Hark Bohm besetzte ihn unter anderem auch in seinen Produktionen Moritz, lieber Moritz (1978) und dem deutsch-türkischen Romeo-und-Julia-Drama Yasemin (1988). Er und seine Filmpartnerin Ayşe Romey erhielten dafür 1988 den Bayerischen Filmpreis. Hark Bohm engagierte ihn zudem für Herzlich willkommen (1990), eine Verfilmung des gleichnamigen Romans von Walter Kempowski.
Uwe Bohm drehte auch mit anderen Regisseuren, darunter 1982 Die Heartbreakers von Peter F. Bringmann, einen Film über eine Beat-Band der 1960er Jahre im Ruhrgebiet. In späteren Jahren trat Bohm im Kino hauptsächlich als Nebendarsteller in Erscheinung, etwa in drei Autorenfilmen unter Regie von Thomas Arslan sowie in Mein bester Feind (2011) und Freistatt (2015). 2016 war er in der Romanverfilmung Tschick von Fatih Akin als gewalttätiger Vater der Hauptfigur zu sehen. Bei dem Film hatte Hark Bohm am Drehbuch mitgearbeitet.
Dem Fernsehpublikum wurde Bohm durch zahlreiche Rollen in Krimiserien und Fernsehfilmen bekannt. Er spielte unter anderem in Dieter Wedels Fernsehfilm Mein alter Freund Fritz (2007) und in insgesamt neun Tatort-Folgen in einem Zeitraum von 1984 bis 2015. Im Fernsehen wurde Bohm besonders oft im Rollenfach des Bösewichts oder des charmanten Schurken eingesetzt. Hauptrollen hatte Bohm in der zweiten Hälfte der 1990er-Jahre in den kurzlebigen Serien Die Drei und Drei mit Herz. In der ARD-Anwaltsserie Die Kanzlei (bis 2013: Der Dicke) verkörperte er zwischen 2009 und 2017 als Gerd Matuschek an der Seite von Sabine Postel eine wiederkehrende Nebenrolle.

### Theater
Erste Erfolge auf der Theaterbühne erlebte Bohm zur Zeit der Intendanz von Peter Zadek am Deutschen Schauspielhaus in Hamburg. 1987 spielte er im Musical Andi (nach dem Buch Andi. Der beinahe zufällige Tod des Andreas Z., 16 von Kai Hermann und Heiko Gebhardt) die Titelrolle und in Wie es euch gefällt von Shakespeare. 
Später arbeitete Bohm immer wieder mit Zadek zusammen, zu dessen Stammensemble er jahrelang gehörte, so 1988 als Darsteller des Massenmörders Jack the Ripper, in der Inszenierung von Frank Wedekinds Lulu am Deutschen Schauspielhaus mit Susanne Lothar in der Titelrolle und als Lancelot Gobbo im Kaufmann von Venedig von Shakespeare am Burgtheater in Wien, in Iwanow (Tschechow) (mit Gert Voss), Der Jude von Malta von Christopher Marlowe und als Laertes in Hamlet (mit Angela Winkler). 2001 folgte Bash – Stücke der letzten Tage in der Regie von Zadek in den Hamburger Kammerspielen und 2004 Peer Gynt von Henrik Ibsen im Berliner Ensemble mit Bohm in der Titelrolle.
1990 trat Bohm bei den Salzburger Festspielen in der Inszenierung von Grillparzers Die Jüdin von Toledo als König von Spanien auf. Bei den Nibelungenfestspielen Worms 2008 war er in den Stücken Siegfrieds Frauen und Die letzten Tage von Burgund als Hagen zu sehen.

## Filmografie (Auswahl)
Kino
- 1973: Ich kann auch ’ne Arche bauen (Buch und Regie: Hark Bohm)
- 1976: Nordsee ist Mordsee (Buch und Regie: Hark Bohm)
- 1978: Moritz, lieber Moritz (Buch und Regie: Hark Bohm)
- 1980: Im Herzen des Hurrican (Buch und Regie: Hark Bohm)
- 1983: Die Heartbreakers (Buch: Matthias Seelig, Regie: Peter F. Bringmann)
- 1984: Der Fall Bachmeier – Keine Zeit für Tränen (Buch und Regie: Hark Bohm)
- 1984: Der Beginn aller Schrecken ist Liebe (Regie: Helke Sander)
- 1988: Yasemin (Buch und Regie: Hark Bohm)
- 1990: Herzlich willkommen (Drehbuch und Regie: Hark Bohm)
- 1991: Der Mann nebenan (Regie: Petra Haffter)
- 2000: Brennendes Schweigen (Regie: Friedemann Fromm)
- 2001: Herz (Buch und Regie: Horst Sczerba)
- 2002: Vaya con Dios (Regie: Zoltan Spirandelli)
- 2007: Ferien (Regie: Thomas Arslan)
- 2009: Deutschland 09 (Episodenfilm)
- 2010: Im Schatten (Regie: Thomas Arslan)
- 2011: Mein bester Feind (Regie: Wolfgang Murnberger)
- 2013: Gold (Regie: Thomas Arslan)
- 2013: Der perfekte Mann (Regie: Vanessa Jopp)
- 2015: Freistatt (Regie: Marc Brummund)
- 2016: Tschick (Regie: Fatih Akin, Buch: Hark Bohm u. a.)
- 2019: Effigie – Das Gift und die Stadt (Regie: Udo Flohr)

Fernsehen
- 1982: St. Pauli-Landungsbrücken (Folge Soweit die Kohle reicht)
- 1984: Tatort: Gelegenheit macht Liebe (Regie: Pete Ariel)
- 1985: Der Fahnder (Folge Der Dichter vom Bahnhof)
- 1996–1997: Die Drei (27 Folgen)
- 1997: Die Friedensmission – 10 Stunden Angst (Regie: Jörg Grünler)
- 1998: Ein Fall für zwei (Folge Fahrt zur Hölle)
- 1998–2014: Alarm für Cobra 11 – Die Autobahnpolizei (verschiedene Rollen, drei Folgen)
- 1998, 2003: Wolffs Revier (verschiedene Rollen, zwei Folgen)
- 1998: 36 Stunden Angst – Ein Vater kämpft um sein Kind (Fernsehfilm)
- 1998: Balko (Folge Hochzeitsüberraschung)
- 1999: Paul und Clara – Liebe vergeht nie (Regie: Nikolai Müllerschön)
- 1999: Rosa Roth – Wintersaat (Fernsehreihe)
- 1999: Drei mit Herz (Fernsehserie, 27 Folgen)
- 1999: Kommissar Rex (Fernsehserie, Folge Der Verlierer)
- 2001: Ein Fall für zwei (Folge Der verlorene Vater)
- 2001: Der Ermittler (Fernsehserie, Folge Zweikampf)
- 2001: Der Pfundskerl: Vater gesucht (Fernsehreihe)
- 2002: Der Unwiderstehliche – Die 1000 Lügen des Gert Postel (Doku-Drama, Regie: Kai Christiansen)
- 2002: Blond: Eva Blond! (Folge Das Buch der Beleidigungen; Regie: Urs Egger)
- 2003: Der letzte Zeuge (Folge Der Tag, an dem ein Vogel vom Himmel fiel)
- 2004: Eine verflixte Begegnung im Mondschein (Regie: Dror Zahavi)
- 2004: Tatort: Große Liebe (Regie: Manuel Siebenmann)
- 2005: Tatort: Borowski in der Unterwelt (Regie: Claudia Garde)
- 2005: Mätressen – Die geheime Macht der Frauen (eine Folge, Regie: Jan Peter)
- 2006: Ein Fall für zwei (Folge Rollentausch)
- 2006: Ein starkes Team: Sippenhaft (Fernsehreihe)
- 2006: Siska (Folge 76, „Ankündigung eines schnellen Todes“)
- 2006: SOKO Kitzbühel (Folge Sein letzter Fall)
- 2006: Tatort: Sonnenfinsternis (Regie: Dieter Berner)
- 2007: Mein alter Freund Fritz (Buch und Regie: Dieter Wedel)
- 2007–2011: SOKO Köln (verschiedene Rollen, drei Folgen)
- 2008: Die Lüge (Regie: Judith Kennel)
- 2008: Vater aus Liebe (Regie: Imogen Kimmel)
- 2008: Leo und Marie – Eine Weihnachtsliebe (Regie: Rolf Schübel)
- 2008: Tatort: Waffenschwestern (Regie: Florian Schwarz)
- 2009: Sieben Tage (Regie: Petra K. Wagner)
- 2009: Unter anderen Umständen: Auf Liebe und Tod (Fernsehreihe)
- 2009–2017: Der Dicke (ab 2013: Die Kanzlei) (Fernsehserie, 19 Folgen)
- 2009: SOKO Donau (Fernsehserie, Folge Gefallene Engel)
- 2010: KDD – Kriminaldauerdienst (zwei Folgen)
- 2010: Donna Leon – Lasset die Kinder zu mir kommen (Fernsehreihe)
- 2011: Großstadtrevier (Folge Zack, zack!) (Regie: Sören Senn)
- 2011: Flemming (Folge Der Gesang der Schlange)
- 2011, 2019: Der Alte (verschiedene Rollen, zwei Folgen)
- 2011: Nils Holgerssons wunderbare Reise (Fernsehfilm)
- 2011: Mörderisches Wespennest (Fernsehfilm)
- 2012: Der Staatsanwalt (Folge Die Toten im Weinberg)
- 2012, 2019: Notruf Hafenkante (Fernsehserie, verschiedene Rollen, zwei Folgen)
- 2012: Der Hafenpastor (Fernsehreihe)
- 2012: Der Fall Jakob von Metzler (Fernsehfilm)
- 2012: Jahr des Drachen (Regie: Torsten C. Fischer)
- 2012: Akte Ex (Folge Mord am Weinberg)
- 2012: Tatort: Es ist böse (Regie: Stefan Kornatz)
- 2012, 2016: SOKO Leipzig (verschiedene Rollen, zwei Folgen)
- 2012: SOKO Wismar (Folge Die Mörderspinne)
- 2013: IK1 – Touristen in Gefahr (zwei Folgen)
- 2013: Ein blinder Held – Die Liebe des Otto Weidt (Fernsehfilm)
- 2013: Tatort: Schwindelfrei (Regie: Justus von Dohnányi)
- 2014: Stubbe – Von Fall zu Fall: Mordfall Maria (Fernsehreihe)
- 2014: Clara Immerwahr (Fernsehfilm)
- 2015, 2019: In aller Freundschaft (Fernsehserie, verschiedene Rollen, zwei Folgen)
- 2015: Tiefe Wunden – Ein Taunuskrimi (Fernsehreihe)
- 2015: Der Hafenpastor und das graue Kind (Fernsehreihe)
- 2015: Wir, Geiseln der SS (Fernsehfilm)
- 2015: Tatort: Château Mort (Regie: Marc Rensing)
- 2015: Tatort: Blutschuld (Regie: Stefan Kornatz)
- 2016: Die Akte General (Fernsehfilm)
- 2016: Die Chefin (Fernsehserie, Staffel 6, Folge 4, Geiselnahme)
- 2016: Der Hafenpastor und das Blaue vom Himmel (Fernsehreihe)
- 2016: Spuren der Rache (Fernsehzweiteiler)
- 2017: Ostfriesenkiller (Fernsehreihe)
- 2020: Lena Lorenz – Teufelskreis (Fernsehreihe)

## Auszeichnungen
- 1988: Bayerischer Filmpreis für Yasemin
- 1990: Deutscher Darstellerpreis des Bundesverbandes Regie als bester Nachwuchsschauspieler
- 1999: Deutscher Fernsehpreis 1999 als Hauptdarsteller in 36 Stunden Angst[10]